# Husillos
Husillos es una localidad y municipio de la comarca de Tierra de Campos a su paso por la provincia de Palencia, en la comunidad autónoma de Castilla y León, España.

## Historia
Husillos es villa y ayuntamiento. Descansa a la margen derecha del río Carrión, en su fértil vega, con un antiguo puente de piedra. 
En el año 906 el presbiterus Gatón donó sus posesiones del castro de Monzón a la Iglesia. Parte de Husillos estaba incluido. Allí según consta en latín, en el Archivo General de Simancas, fue él quien reconstruyó la primigenia Iglesia de Santa María que había sido destruida en la época de la ocupación musulmana de los siglos VIII y IX. Años más tarde allí también en el siglo X por petición del cardenal romano Raimundo a doña Teresa Ansúrez, esposa del rey leonés Sancho I de León, se fundó la Abadía de Santa María de Fusiellos o de Santa María de la Dehesa Brava. A finales del siglo XI y casi mediados del XII se celebraron dos concilios nacionales de gran importancia política y religiosa (Concilio de Husillos). 
Asimismo, a mediados del siglo XI, el rey Sancho III el Mayor de Navarra entregó la villa de Husillos como señorío al obispo de Palencia. 
En el siglo XVI y después de la batalla de San Quintín que acabó el 10 de agosto de 1557, Fiesta de San Lorenzo, Felipe II decidió construir San Lorenzo de El Escorial en honor al santo. Recibió la información de que en Husillos estaba el pie de San Lorenzo y cuyo abad se lo entregó como obsequio para El Escorial. 
En 1588 el maestro cantero cántabro Juan de Nates traspasa las obras del puente cuyas trazas habían sido hecho con anterioridad por el también cántabro Juan de la Cuesta. 
A principios del siglo XVII, la abadía y su colegiata fueron trasladadas a la villa de Ampudia, debido a los intereses políticos y económicos del duque de Lerma don Francisco de Sandoval. 
El edificio parroquial que hoy vemos es Monumento Nacional desde 1931 y ha sido restaurado; es un edificio de transición del estilo románico al gótico, lo que los estudiosos reconocen como «protogótico» o «románico ojival». De lo que fuera su antiguo claustro, tan solo hoy queda el solar. 
De reconocida fama y belleza, es la pequeña imagen sedente de la Virgen de Husillos o Nuestra Señora de la Dehesa Brava con el niño en brazos, realizada en cobre dorado y esmaltado, de la escuela francesa de Limoges (siglo XIII) y que hoy se custodia en el Museo Diocesano de Palencia; en el año 1999, formó parte de la Exposición de las Edades del Hombre, llevada a cabo en la Catedral de Palencia.
También en el Museo Arqueológico Nacional de Madrid, se guarda un sarcófago romano del siglo II, decorado con el motivo mitológico de la Orestíada y que fue hallado en Husillos en el siglo XIX.

## Geografía humana

### Demografía
Cuenta con una población de 393 habitantes (INE 2024).
| Gráfica de evolución demográfica de Husillos entre 1842 y 2021                                                        |
| |
| Población de derecho según los censos de población del INE. Población de hecho según los censos de población del INE. |

### Economía
Hoy en día con las nuevas tecnologías aplicadas a la agricultura el trabajo agrícola tradicional puede ser hecho por muchos menos. Husillos ha visto como su población se transformaba. Muchos emigraban a Palencia, Euskadi, Valladolid y Madrid principalmente. Poco tiempo después se dio la paradoja de que había gente que trabajaba en Palencia que se iba a vivir a Husillos. Empezaron pequeños negocios relacionados con la construcción.
Los agricultores jóvenes alentados por las nuevas ayudas gubernamentales cultivan principalmente trigo, cebada, maíz, alfalfa, girasol y remolacha.
Ganado ovino.

## Patrimonio

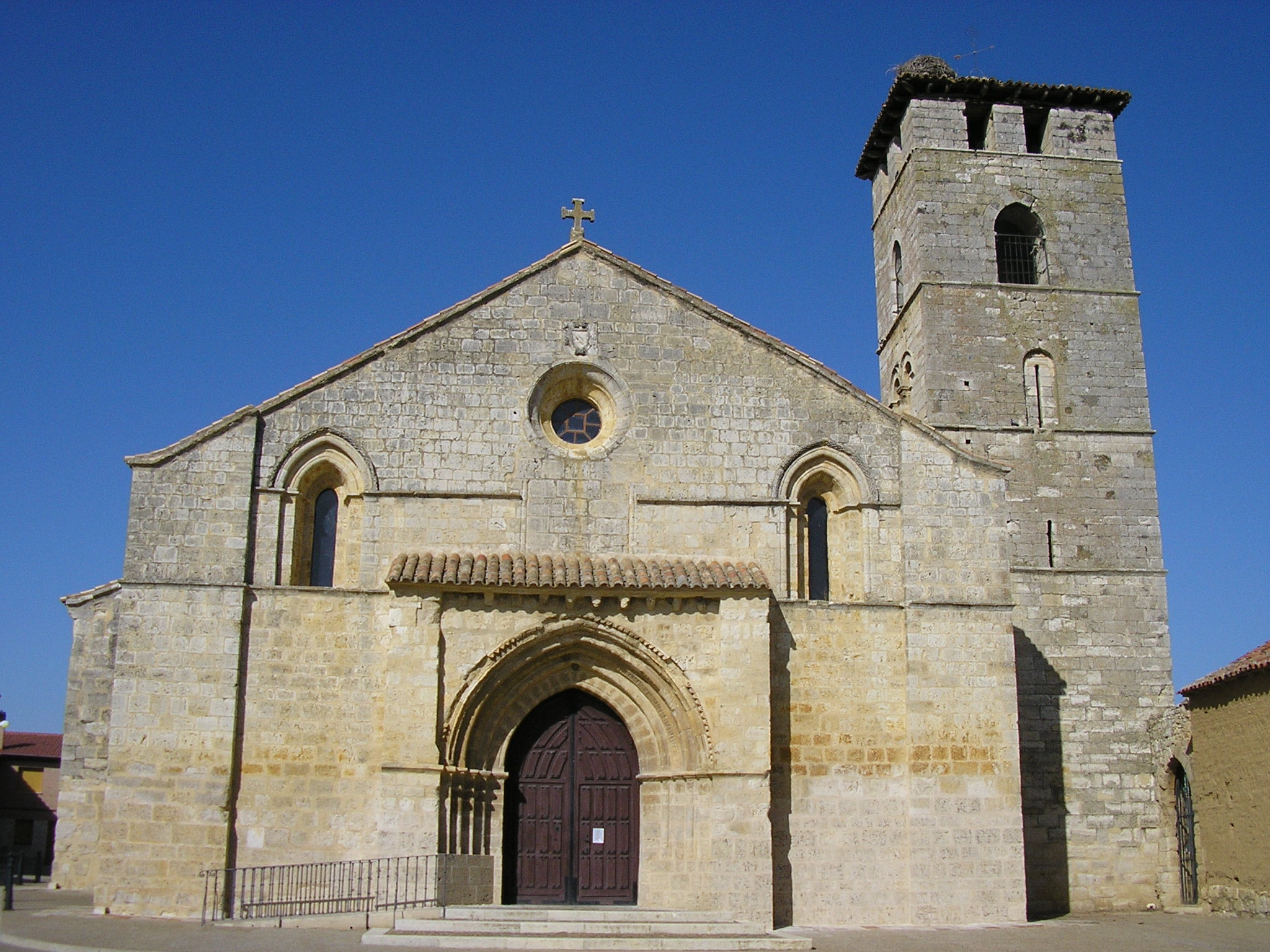
Iglesia de Nuestra Señora de la Asunción, antigua colegiata

- Colegiata de Santa María de la Dehesa Brava: Declarada como Monumento Nacional desde 1931, ha sido recientemente restaurada. Se trata de un edificio de transición del estilo románico al gótico, lo que los estudiosos reconocen como protogótico o románico ojival. De lo que fuera su antiguo claustro, tan solo hoy queda el solar.
- Virgen de Nuestra Señora de la Dehesa Brava: Talla de gran fama y belleza, se trata de la pequeña imagen sedente de la Virgen de Husillos o Nuestra Señora de la Dehesa Brava con el niño en brazos, realizada en cobre dorado y esmaltado, de la escuela francesa de Limoges (siglo XIII) y que hoy se custodia en el Museo Diocesano de Palencia; y que en el año 1999, formó parte de la Exposición de las Edades del Hombre, llevada a cabo en la Catedral de Palencia.

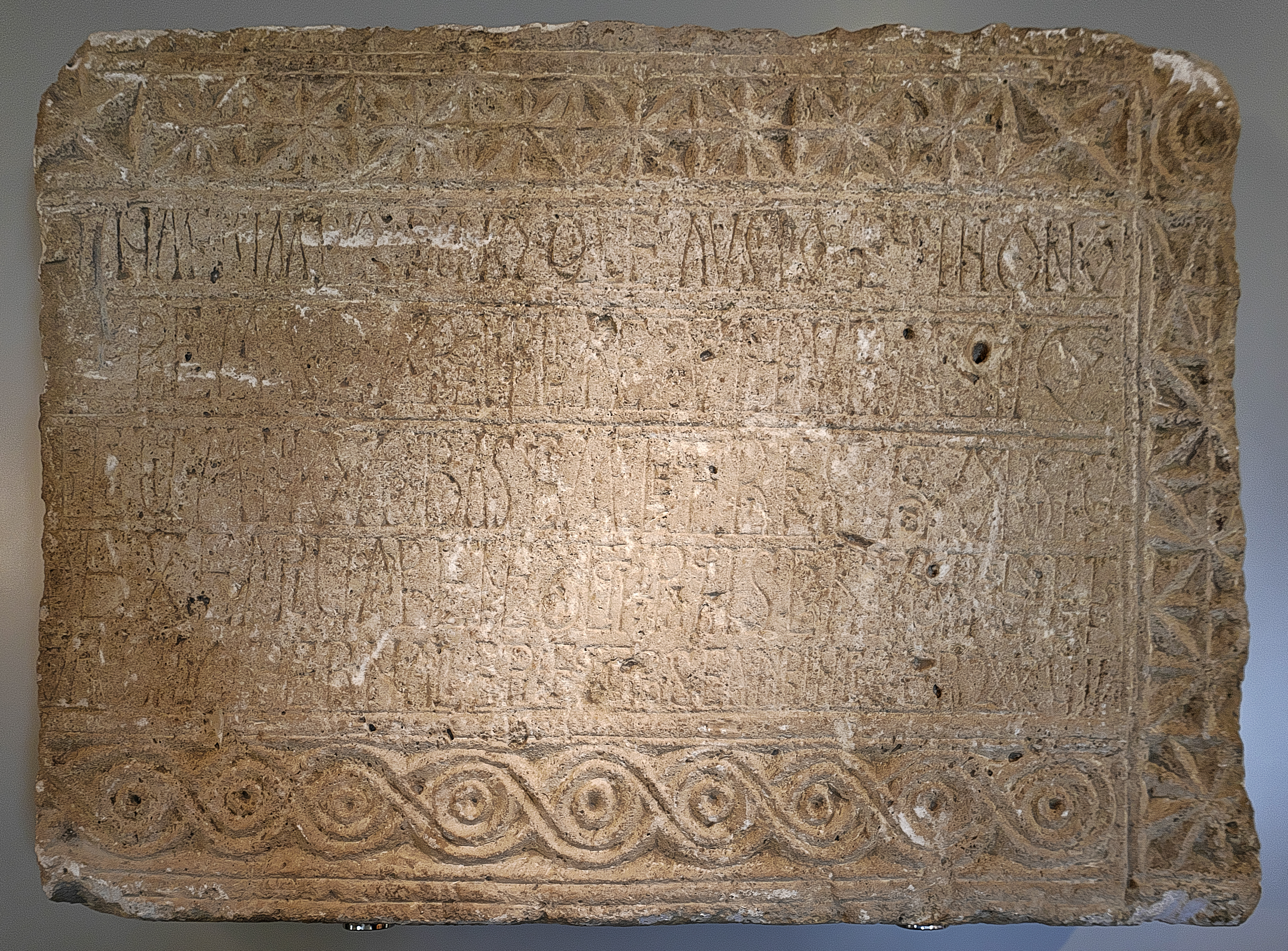
Lápida de Husillos, Museo de Palencia

- Placa de Husillos: Lápida de mármol encontrada en la localidad de Husillos que data del año 1039. Se trata de una pieza singular dentro de la epigrafía medieval de Castilla y León, con una inscripción visigótica que los atribuida a la refundación de la Abadía de Husillos. Esta pieza se encontraba en posesión de una casa de subastas de Madrid, y fue adquirida en marzo de 2008, por un valor de 36 000 euros, para ser depositada en el Museo Arqueológico de Palencia. Conservada en perfecto estado, este ejemplar único aporta información valiosísima sobre los orígenes de la abadía de Husillos. Aunque no se conoce con exactitud el origen de esta abadía, se cree que fue fundada en el año 960 por el cardenal romano on Raimundo y durante siglos se convirtió en un centro de peregrinación muy importante por las numerosas reliquias que guardaba. Esta lápida contribuye a un mejor conocimiento de la historia y la situación del Reino en la época de Fernando I y sus relaciones con la dinastía de Navarra. La inscripción hecha sobre piedra caliza en la tipografía visigótica usada hasta el año 1100, hace referencia a la refundación por el abad Munio de la Abadía de Husillos en 1039, en tiempos del Bernardo I, segundo obispo de Palencia. Se trata de una pieza rarísima ya que existen en España muy pocos epígrafes con este tipo de letra.

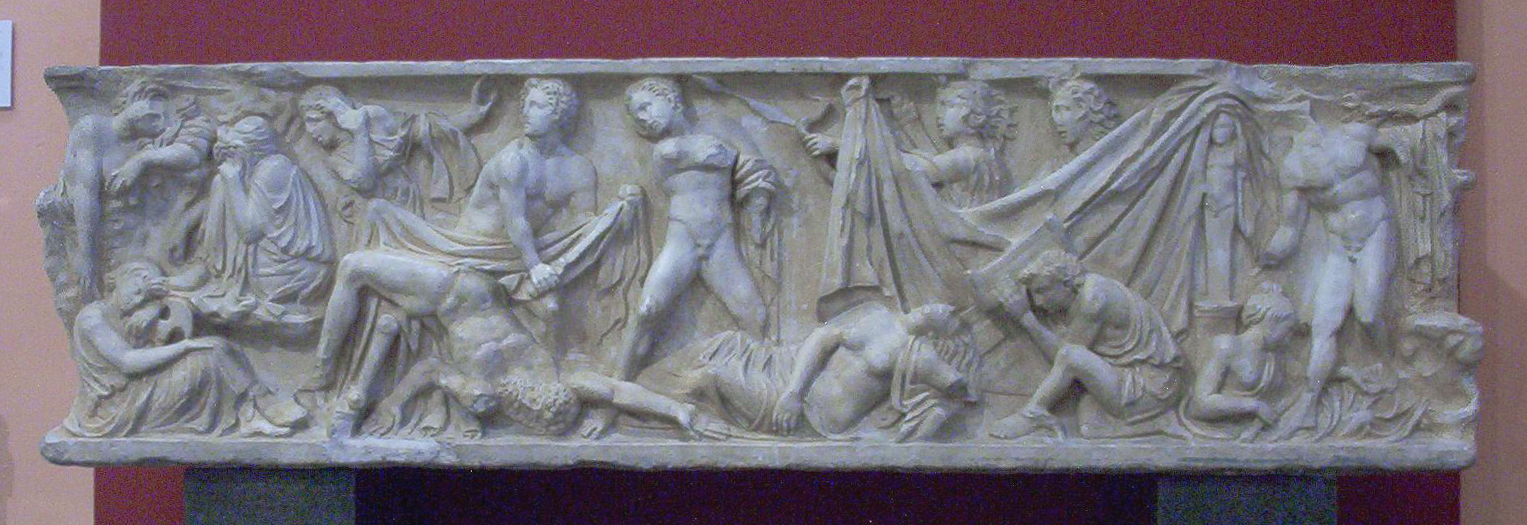
Sarcófago de la Orestíada

- Sarcófago de la Orestíada: Sarcófago romano de mármol blanco que actualmente se encuentra en el Museo Arqueológico Nacional de Madrid. Obra romana esculpida a mediados del siglo II en la época de Adriano, y que sirvió para contenr los restos de un aristócrata de la comarca de Carrión de los Condes. Este fue inhumado en este sarcófago con el tema de la Orestiada, importado sin duda de la capital romana. Hasta su traslado al museo (1870), estuvo en la Colegiata de Santa María de la Dehesa Brava de Husillos (Palencia, España).

## Cultura

### Fiestas
- Fiesta de la Octava (3 de julio)
- Santa Bárbara (4 de diciembre)
- Ahora también se celebra una fiesta del verano en torno al 5 de agosto.
- Fiesta de la Virgen de la Asunción (15 de agosto)

### Poesía
En torno a 1940, Jesús Gatón Gómez, husillense, escribió un poema que hace referencia a Husillos. 
- Alegre pueblo de Husillos.

" Alegre pueblo de Husillos
que de gala siempre fuiste
porque todos tus vecinos,
te colman de alegres chistes.
Desde el día que nací
te tengo amor y cariño,
por haberme despertado
en este pueblo de Husillos.
Tienes magnífica iglesia
con tus altares sagrados
donde todos los vecinos,
se inclinan allí rezando.
Tienes tus campos floridos
de donde ofrecen sus flores,
que trabajando la tierra
gozan estos labradores.
Tienes tus hijos honrados
porque siempre están dispuestos
a dar su pecho valiente
por el honor de soldados.
Yo viví hasta los veinte años
en este pueblo querido
pero ahora he venido,
a servir a Dios y a España
como hijo vecino.
Yo no quiero terminar,
sin despedirme primero
de mis padres y hermanos,
que es lo que yo más quiero.
También me despido ya
de todas autoridades,
eclesiásticas, civiles
y honores militares.
Pido a la Virgen del Carmen
me guíe por buen camino
para volver otra vez,
a este pueblo tan querido. "
Jesús Gatón Gómez. 1940. Husillos, Palencia.

## Vecinos ilustres
- Gregorio Sancho Pradilla, teólogo y filósofo